# Log pri Žužemberku
Log pri Žužemberku je naselje v občini Trebnje.
Log pri Žužemberku je gručasto naselje v ozki suhi kraški dolini v kateri so v času močnejšega deževja poplavljene njive in travniki. Okoli vasi so polja Podarčelca, Osredek, Podbukovje in Šolstolov hrib, ki jih obdajajo obsežni gozdovi.